# Salzmagazin (Stans)

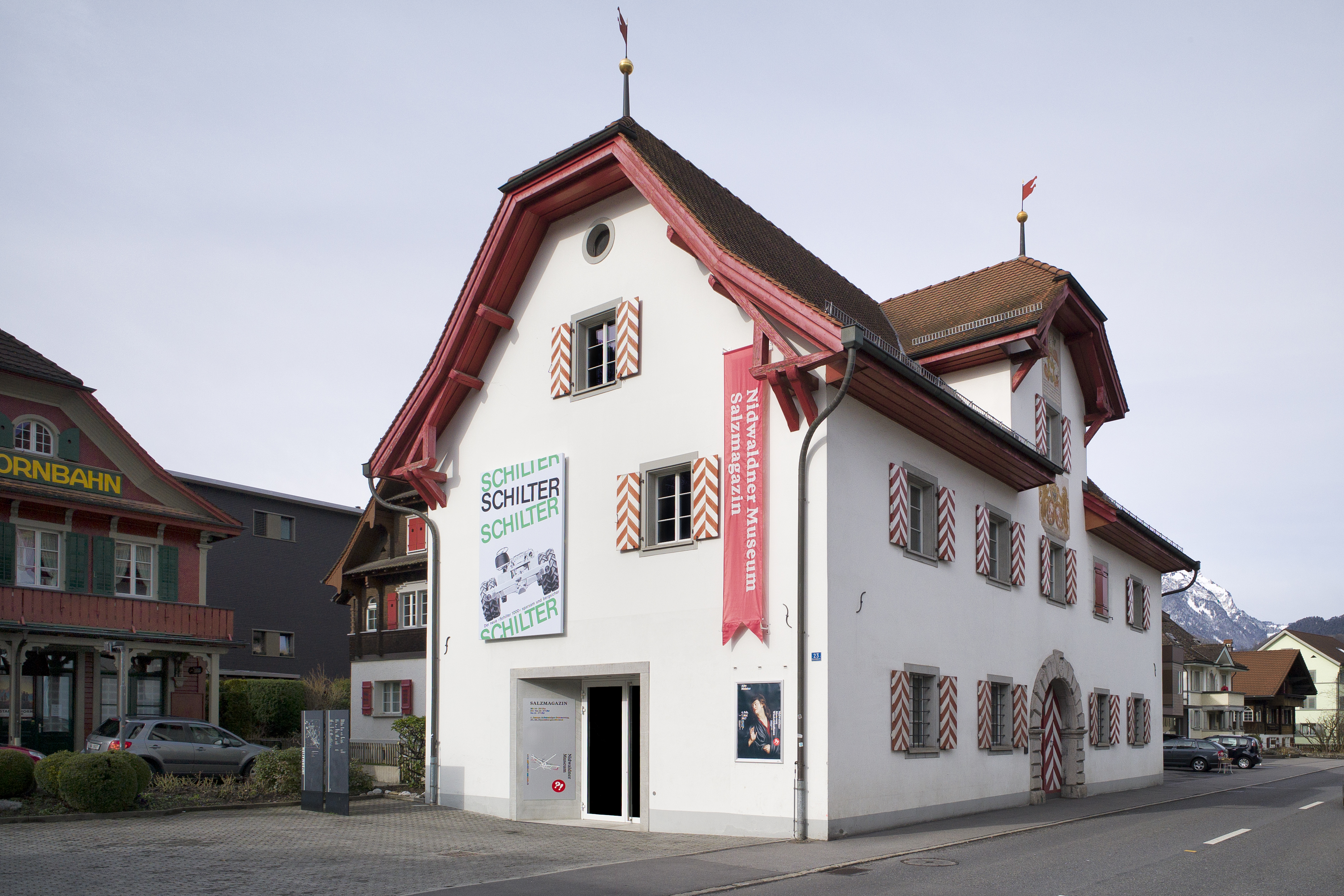
Salzmagazin in Stans, im Jahr 2017

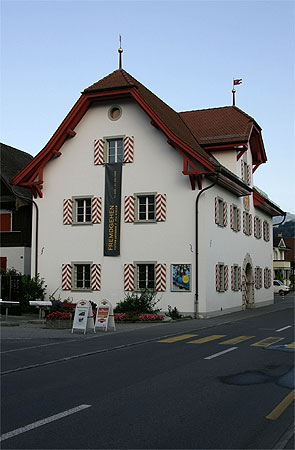
Zustand im August 2005

Das Salzmagazin in Stans ist ein 1700/1701 erbautes Speicherhaus. Es befindet sich im Zentrum von Stans, nahe der Talstation der Stanserhorn-Bahn und steht als Kulturgut von regionaler Bedeutung unter Denkmalschutz.

## Geschichte
Das Salzmagazin wurde nach einem Beschluss von 1699 des Landsrates von Nidwalden gebaut und sollte ebenfalls als Kornspeicher dienen. Jede Nidwaldner Gemeinde musste Material zum Bau des Speichers beizusteuern wie Steine, Holz, Sand oder Ziegel. Am Giebel der Nordfassade ist das Wappen des Bauherrn und Landammanns Nicolaus Keiser sowie zwei Löwen mit dem Nidwaldner Wappenschild und ein zweiköpfiger Adler zu sehen. Die Inschrift lautet: «HER HR NICOLAUS KEISER GEWESNER OBERVOGT 6 IAHR SECKELLMEISTER DER ZEIT REGIERENDER LANDTAMEN UND BAUWHERR DISES MAGAZINHAUS  NEUW ERWELTER LANDTVOGT UFF DER RÜFFIER UND COMISARI NACHER BÄLLENZ AO 1700».
Aufgrund der Aufgabe des obrigkeitlichen Salzregals wurde der Bau bereits ab 1709 anderweitig genutzt, beispielsweise von 1722 bis 1865 als Theater. Zwischen 1884 und 1898 war eine Mädchen-Sekundarschule im Parterre untergebracht. Ab 1872 wurden Sammlungen des Historischen Vereins Nidwalden (HVN) im Salzmagazin untergebracht und seit 1907 wird der ganze Bau als Museum genutzt.
Heute ist das Salzmagazin einer von drei Standorten des Nidwaldner Museums und bietet auf drei Etagen Raum für Dauer- und Wechselausstellungen.